# Opisthoxia argenticincta
Opisthoxia argenticincta là một loài bướm đêm trong họ Geometridae.